# Manuel Machado (poète)
Pour les articles homonymes, voir Manuel Machado et Machado.
Manuel Machado Ruiz, connu sous le nom de Manuel Machado, né à Séville le 29 août 1874 et mort à Madrid le 19 janvier 1947 , est un poète et dramaturge espagnol et le frère d'Antonio Machado, avec qui il collabora à de nombreuses reprises.
Il fut l'un des représentants les plus importants du modernisme en Espagne.

## Biographie

### Premières années

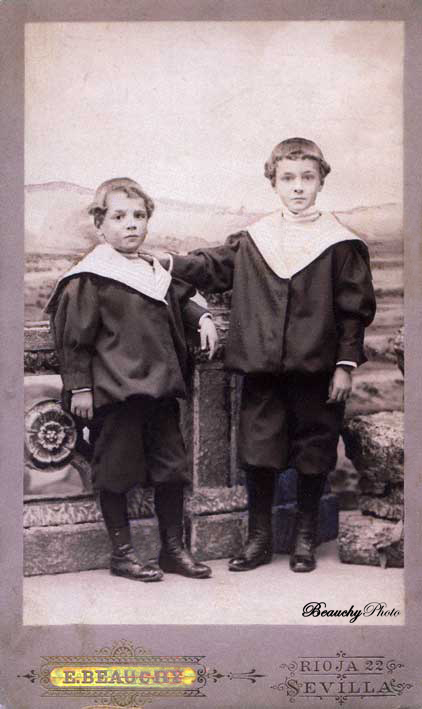
Antonio et Manuel Machado en 1883.

Manuel Machado était le fils d'Antonio Machado Álvarez (es), folkloriste sévillan connu qu'on surnommait Demófilo, et d'Ana Ruiz Hernández. Il eut pour frères Antonio Machado, également poète, et José Machado.
Il hérita de son père l'amour du caractère populaire andalou. Né au no 20 de la rue San Pedro Mártir, il passa son enfance dans le Palacio de las Dueñas, où sa famille avait loué une des habitations pour particuliers. À 9 ans, il déménagea avec sa famille à Madrid, étant donné que son grand-père paternel avait obtenu une chaire à l'université centrale. Le désir de tous était de voir les trois frères faire leurs études à l'Institution libre d'enseignement, dirigé par Francisco Giner de los Ríos, grand ami du grand-père de Manuel.

### Jeunesse

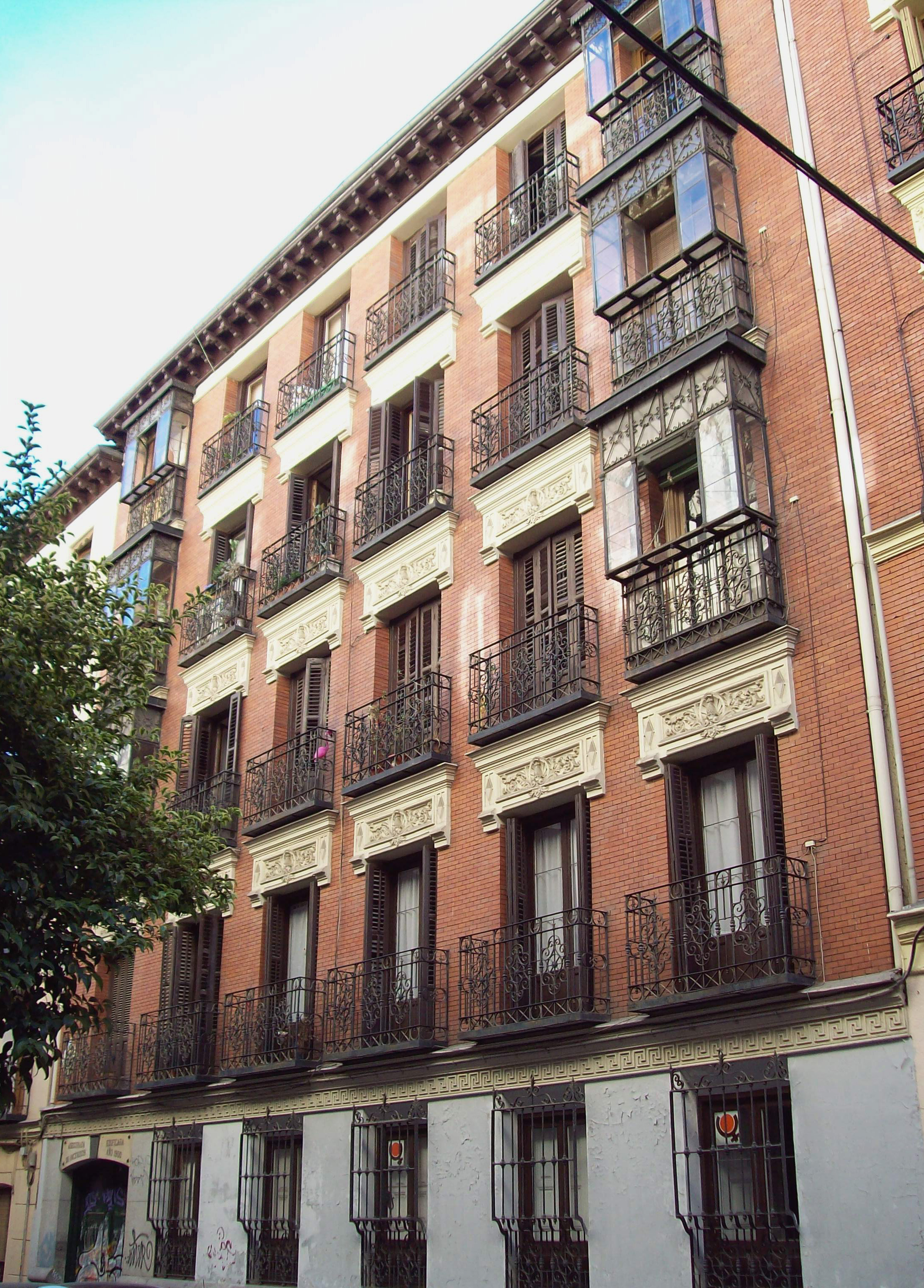
Maison de Madrid où Manuel Machado vécut de 1917 à sa mort.

Manuel Machado fit ses études à Madrid et y obtint une maîtrise en philosophie et lettres. Par la suite, sa famille ne retourna à Séville qu'en de rares occasions, mais Séville et l'Andalousie demeurèrent pour lui une référence vive, bien qu'éloignée, car ses parents aimaient leur terre.
À Madrid, il commença à publier ses premières poésies et collabora à divers projets de la vie littéraire madrilène avec des écrivains comme Francisco Villaespesa (es) et Juan Ramón Jiménez.
Le 11 février 1933, il fut cofondateur de l'Association internationale des amis de l'Union soviétique, créée à une époque où la droite condamnait les récits concernant les conquêtes et les problèmes du socialisme en URSS.

### Maturité
Au fil des ans, Machado devint directeur de la bibliothèque municipale (l'actuelle bibliothèque historique municipale) et du musée d'histoire de Madrid. Il créa diverses revues littéraires de courte durée et collabora à des journaux d'Europe et d'Amérique.
Il contribua avec ferveur à la poésie moderniste, entendue dans son aspect coloriste, décadent et cosmopolite, en lui donnant une touche andalouse qui particularise sa poésie.
On a souvent opposé ce côté moderniste à la génération de 98.
En 1936, en pleine guerre civile, il fut désigné pour occuper un fauteuil à l'Académie royale espagnole.

### Collaboration avec son frère Antonio
Les frères Manuel et Antonio écrivirent ensemble diverses œuvres dramatiques d'ambiance andalouse. Son œuvre la plus remarquable est la pièce de théâtre La Lola se va a los puertos (es), portée au cinéma à deux reprises. Les frères Machado créèrent aussi La duquesa de Benamejí (es), La prima Fernanda (es), Juan de Mañara (es), Las adelfas (es), El hombre que murió en la guerra (es) et Desdichas de la fortuna o Julianillo Valcárcel (es). 
Mais la guerre civile les sépara en les plaçant dans des camps opposés. 
L'œuvre poétique des deux écrivains est très différente, mais on constate un certain parallélisme. Ainsi, tous deux composèrent leurs poèmes autobiographiques (l'Adelfos de Manuel et le Retrato d'Antonio) en alejandrinos (alexandrins de quatorze syllabes métriques) formant des serventesio (es), quatrains à rimes croisées.

### Dictature de Franco
Lors de l'entrée des troupes de Francisco Franco à Madrid en 1939, Manuel lui dédia un poème élogieux, Al sable del Caudillo, qui lui valut la reconnaissance du régime. Après la guerre, il retrouva son poste de directeur de l'hémérothèque et du Musée municipal de Madrid et prit sa retraite peu après. Il continua d'écrire de la poésie, dont la majeure partie a un caractère religieux. Sa foi catholique se raviva pendant son séjour à Burgos grâce à la dévotion de sa femme et à l'influence de prêtres tels que Bonifacio Zamora. Le poète continua d'écrire le panégyrique de personnalités et de symboles du franquisme, ce qui lui valut le mépris de critiques et de poètes postérieurs, qui le considérèrent comme un traitre à la cause républicaine.
Manuel Machado mourut à Madrid le 19 janvier 1947.

### Répercussions
Après sa mort, l'Espagne s'ouvrit dans les années 1960 et 1970, où l'on apercevait déjà la fin du franquisme. La jeunesse antifranquiste chassa de son esprit les poètes protégés par le régime et embrassa ceux qui moururent ou qui vivaient encore en exil. C'est pourquoi l'œuvre et la figure de Manuel Machado furent éclipsées par celles d'Antonio Machado, plus proches du goût du moment.

## Critique
Un mérite indiscuté de Manuel Machado fut de faire connaître le cante hondo et de le rénover. La connaissance de ce chant lui venait de sa famille, car son père, Demófilo, avait recueilli les paroles anonymes des chants flamencos dans son livre Cantes flamencos. Manuel Machado écrivit des poèmes idéaux pour le chant en utilisant des couplets, des séguedilles (es) et des soleá. Il créa une nouvelle variante de ces dernières, où le vers central avait un nombre disproportionné de syllabes (9, 10, 11 ou plus) et qu'il appela « soleariya (es) ».
Il écrivit aussi des romances octosyllabiques, des quatrains, des serventesios et des sonnets. Il renouvela ces derniers en utilisant une variante (le sonetillo (es)) généralement en vers octosyllabiques, mais, dans le sonetillo intitulé Verano, en vers trisyllabiques.
Le vers de Machado est vif, agile et expressif et garde des traces du Parnasse et des poètes maudits français. Les poètes qui l'influencèrent le plus furent Paul Verlaine et Rubén Darío, qui l'honora de son amitié et l'apprécia.

## Œuvre

### Poésie
- Alma (1901).
- Caprichos (1902).
- Los cantares (1905).
- El mal poema (1909).
- Apolo (1911).
- Ars moriendi (1921).

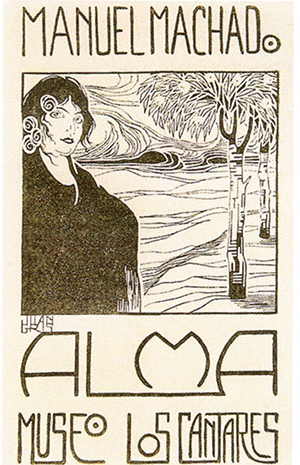
Édition de Alma. Museo. Los cantares, sous la direction de Gregorio Pueyo et dont la couverture est l'œuvre de Juan Gris.

- Cadencias de cadencias. Nuevas dedicatorias (1943)
- Horario (1947)

### Théâtre
- El hombre que murió en Madrid (1941).

Avec la collaboration de son frère Antonio :
- Desdichas de la fortuna o Julianillo Valcárcel (es) (1926).
- Juan de Mañara (es) (1927).
- Las adelfas (es) (1928).
- La Lola se va a los puertos (es) (1929).
- La prima Fernanda (es) (1931).
- La duquesa de Benamejí (es) (1932).
- El hombre que murió en la guerra (es) (1928. Joué en 1941)

### Traductions
- Paul Verlaine, Fiestas galantes (1911, trad. de Fêtes galantes)
- Spinoza, Ética (1913, trad. d’Éthique)
- Vauvenargues, Reflexiones y máximas (1914, trad. Réflexions et maximes)
- Descartes, Obras completas (1920, trad. Œuvres complètes)
- Victor Hugo, Hernani (1928, en collaboration avec Antonio Machado et Francisco Villaespesa (es), trad. de Hernani)
- Conan Doyle, El campamento de Napoléon (192?, trad. de La Grande Ombre (it))
- Edmond Rostand, El aguilucho. Drama en cinco actos (1932, en collaboration avec Luis de Oteiza, trad. de L'Aiglon)